# Пізня зустріч
«Пізня зустріч» (рос. «Поздняя встреча») — радянський художній телевізійний фільм 1978 року за мотивами повісті Юрія Нагібіна «Терміново потрібне сиве людське волосся», знятий на Свердловській кіностудії.

## Сюжет
Дія фільму відбувається у Ленінграді та Свердловську у двох часових шарах: у 1970 та 1978 роках.
Сергій Іванович Гущин прилітає зі Свердловська в Ленінград до свого однополчанина Петра Свірідонського. Але зустріч бойових товаришів стала не єдиним приводом для візиту: тут багато років тому він зустрів жінку, яка перевернула все його життя, і яку він так і не зміг забути.
З аеропорту Гущин їде на Майдан мистецтв, де в будинку № 5 колись жила його кохана Наташа Проскурова, актриса-початківиця. Але в тій квартирі тепер інші люди, які про Наташу нічого не знають. І на кіностудії, де вони познайомилися, про неї також немає відомостей. І тоді пам'ять переносить Гущина на вісім років назад, в день їхньої першої зустрічі.
Як авіаційного інженера і фахівця з катапультів, Гущина запросили до Ленінграда консультантом на кінокартину «Політ у невідоме». Біля входу на кіностудію його увагу привертає оголошення: « „Ленфільму“ терміново потрібне сиве людське волосся». Красива дівчина, що стояла поруч (це була Наташа), помітивши його здивування, жартує, що його сивині нічого не загрожує.
Пізніше він зустрічає її у їдальні кіностудії і раптом запрошує на прогулянку містом, а вона без вагань погоджується. Вони йдуть містом, і Наташа в ролі екскурсовода захоплено показує своєму новому знайомому міські пам'ятки. Вказуючи на один із будинків на площі Суворова, вона приписує його авторство Валлєн-Деламоту, а Гущин поправляє її, що це одна з перших споруд Кваренгі. Виникає невелика суперечка, внаслідок якої з'ясовується, що Гущин добре розуміється на архітектурі старого Петербурга.
Потім Гущин вирушає з Наташею на катері міськими каналами, щоб показати «свій Ленінград». Водій катера – батько Андрія, фронтового друга Гущина. Під час бойового вильоту, коли їхній літак підбили, Сергій встиг вистрибнути з парашутом, а Андрій загинув. Літак упав на Кам'яному острові, на площі перед Кам'яноострівським театром. Під час блокади Гущин допомагав батькам Андрія, віддаючи їм частину свого пайка. І щоразу, приїжджаючи до Ленінграда, він разом із батьком Андрія відвідує місце загибелі друга.
Насамкінець старий просить взяти у нього собачку, що загубився. Наташа забирає її, і разом із Гущиним вони їдуть дивитися оголошення про зниклих тварин. Знайшовши оголошення, вони йдуть за вказаною адресою. Бабуся радіє поверненню коханого собачки й хоче їх віддячити. Гущин просить продати йому репродукцію гравюри, що зображує корабель, вітрила якого так сподобалися Наташі. Господарка собачки з радістю віддає її безкоштовно, але, йдучи, Гущин все ж таки непомітно залишає гроші.
Увечері Наташа запрошує Гущина до будинку своїх друзів, ленінградських інтелігентів. Вона представляє його господареві будинку — художнику-дизайнеру та скульптору Петру Басалаєву та його дружині. Петро знайомить Гущина зі своїм колегою Бєляковим, «неперевершеним творцем сучасних форм». Серед гостей — Наташин невдалий залицяльник Борис, колишній спортсмен і поет-початківець, і Ірена, авторка-виконавиця власних пісень.
Сергій ночує у Наташи, і вона освідчується йому в коханні.
Після розставання в аеропорту вони ще сподіваються на продовження стосунків. Повернувшись до дому в Свердловськ, Гущин з головою йде в роботу в НДІ і, ризикуючи життям, успішно випробовує авіаційну катапульту, яку сам розробляв, і в якій щойно загинув пілот. В якийсь момент вони обмінюються телеграмами, і Сергій Іванович вирішує остаточно піти з родини. В останню мить він все ж таки вирішує більше не зустрічатися з молодою жінкою, яку встиг полюбити; останнім аргументом для нього стане небажання заподіяти душевний біль дружині та дочці.
1978 рік. На зустрічі друзів-фронтовиків у Ленінграді Гущин зустрічає Петра Басалаєва і дізнається від нього, що Наташа, так і не дочекавшись повернення коханого, п'ять років тому поїхала до Хабаровська.

## У ролях
- Олексій Баталов —  Сергій Іванович Гущин
- Маргарита Володіна —  Маша, дружина Гущина
- Лариса Луппіан —  Наташа Проскурова
- Тетяна Догілева —  Таня Гущина, дочка
- Михайло Глузський —  Петро Свірідонський, однополчанин Гущина
- Володимир Татосов —  Василь Михайлович Бєляков, художник
- Аркадій Трусов —  батько фронтового друга Гущина
- Ігор Єфімов —  Петя Басалаєв, художник-дизайнер
- Віктор Бурхарт —  Василь Михайлович, начальник Гущина
- Віталій Ільїн —  Борис Гжебовський, друг Наташі
- Ольга Черкасова —  господиня собаки
- Тамара Ісаєва —  Гелла, дружина Петра
- Тетяна Маневська —  жінка з дитиною
- Ірена Сергєєва —  Ірена, автор і виконавиця пісень
- Олена Андерегг —  працівниця кіностудії
- Сергій Філіппов —  Сергій Миколайович, актор на кіностудії
- Олександр Болонін — епізод

## Знімальна група
- Автор сценарію: Юрій Нагібін
- Режисер-постановник:  Володимир Шредель
- Головний оператор: Віктор Осенніков
- Художники-постановники: Василь Зачиняєв, Олександр Зачиняєв
- Композитор: Едуард Богушевський
- Звукооператор: Борис Єфімов
- Автор пісень: Ірена Сергєєва
- Монтаж: Світлана Тарик
- Директор: Лідія Слепньова